# Izraelsko-libanonski rat 2006.
Izraelsko-libanonski rat 2006. (arapski حرب تموز‎, Ḥarb Tammūz; hebrejski מלחמת לבנון השנייה‎, Milhemet Levanon HaShniya) znan i kao „Libanonski rat 2006.“, „Srpanjski rat“ i "Drugi libanonski rat" je serija vojnih intervencija u Libanonu i sjevernom Izraelu koja je eskalirala nakon što je paravojna postrojba Hezbollaha 12. srpnja 2006. na izraelsko-libanonskoj granici otela dva izraelska vojnika. Izrael je na to odgovorio blokadom, dijelomičnom invazijom, bombardiranjem i zračnim napadima na Libanon, a Hezbollahovi borci su s libanonskog teritorija izbacivali kaćuše na sjever hebrejske države, potpuno zaustavivši poslovanje luke Haifa i pripadajuće kemijske industrije. Libanonska vojska većinom se nije miješala u sukob. Sukob je trajao 34 dana a završio je primirjem 14. kolovoza.
Bio je to četvrti sukob između Libanona i Izraela. U njemu je poginulo oko 1.400 ljudi: 165 u Izraelu, 1.191 u Libanonu te 50-ak stranih državljana. Hezbollah je koristio taktiku gerilskog napada na IDF vojnike. Nakon rata, tijela dvojice otetih preminulih izraelskih vojnika razmijenjeno je za nekolicinu libanonskih zatvorenika.
Zbog rata, u Izraelu je privremeno raseljeno oko 300.000 do 500.000 ljudi, a u Libanonu oko 970.000. Nakon prekida sukoba, UNFIL-ove mirovne snage i libanonski vojnici su se smjestili na jugu Libanona kako bi uspostavili tampon zonu između Izraela i Hezbollaha.

## Povod
U 2000. izraelske vojne snage su se povukle iz južnog Libanona, a Hezbollah je odmah slijedio te se smjestio uz granicu. Iako je UN potvrdio da se suverenitet Libanona poštuje jer su se svi izraelski vojnici povukli južno od službene granice dviju država, Hezbollah je, uz objašnjenje da Izrael i dalje kontrolira sporne Shebaa farme te drži zatočenim stotine libanonskih zatvorenika, nastavio napade preko granice te upotrijebio taktiku otmice izraelskih vojnika za razmjenu zarobljenika. Jedna takva razmjena dogodila se 2004. kada je oteti izraelski biznismen Elchnan Tenenbaum i troje leševa IDF vojnika (Adi Avitan, Benjyamin Avraham i Omar Sawaid) razmijenjeno za 30 libanonskih zarobljenika, 59 leševa libanonskih militanata, 400 palestinskih zarobljenika te karte koje pokazuju lokacije mina u južnom Libanonu. Pozicija UN-a je da se područje Shebaa farmi ne nalazi u sklopu Libanona, nego Sirije.
12. srpnja 2006., u 8:07 sati ujutro po mjesnom vremenu, skupina pripadnika Hezbollaha je lansirala rakete na izraelske vojne pozicije, selo Zar’it, Even Menahem te grad Shlomi kako bi odvratila pozornost, te je nakon toga prešla granicu, upala u sjeverni dio Izraela, ubila 3 vojnika i otela dva kako bi ih iskoristila za zamjenu za zarobljene libanonske zatvorenike, među kojima je i Samir Kuntar.
Još pet izraelskih vojnika je poginulo a jedan je izraelski tenk uništen na libanonskom teritoriju kada su krenuli za njima i pokušali spasiti otete vojnike. Hezbollah je napad nazvao „Operacija istinito obećanje“. Izrael je već par sati kasnije umarširao u Libanon, a ministar Ehud Olmert je izjavio da takvu akciju smatra "objavom rata s Libanonom" koja će imati "ozbiljne posljedice". Libanonski premijer Fouad Siniora je demantirao da je išta znao o Hezbollahovoj otmici te da ju nije odobrio. Neki stručnjaci smatraju da je Hezbollah izveo otmicu na sjeveru Izraela kako bi skinuo pritisak s Gaze, koja je u to vrijeme neprestano bombardirana s juga Izraela gotovo dva tjedna, ali i kako bi prisilio hebrejsku državu da napusti sporno područje Shebaa farmi koje Libanon smatra svojim teritorijem.
Postoje različite verzije oko toga da li su izraelski vojnici oteti na libanonskom ili izraelskom teritoriju. Ipak, UN, EU, G8, SAD te mnoge TV kuće kao i Al Jazeera su nazvale akciju Hezbollaha „prelaskom granice“ te su iznijele perspektivu da se incident odigrao na teritoriju Izraela. Libanonska policija i Hezbollah su pak naveli da su izraelski vojnici zarobljeni pri pokušaju ulaska u jedno libanonsko selo. IDF je ubrzo objavio da su imena imena otetih vojnika Ehud Goldwasser i Eldad Regev.

## Tijek rata

### Prvi tjedan (12. – 18. srpnja)
Taktika Izraela bila je kazniti Hezbollah i državu iz koje operiraju, Libanon, kako se ubuduće više ne bi upuštali u vojne sukobe. Vođa Hezbollaha Hassan Nasrallah je izjavio da "Izraelci sanjaju ako misle da će uspjeti osloboditi svoja dva vojnika bez pregovora i razmjene zarobljenika". Na to su izraelski vojni dužnosnici zaprijetili Libanonu da će "vratiti sat 20 godina unatrag" i da je "cijeli Libanon meta". Izrael je 13. srpnja vojnim brodovima krenuo na sjever Sredozemnog mora i izveo pomorsku blokadu luka Libanona, izoliravši tu državu s mora. 
Izrael je tijekom noći 13. srpnja napao i područje Gaze i Libanona, tako da je ratovao na dva ratišta. U noćnom zračnom napadu uništeno je palestinsko Ministarstvo vanjskih poslova u Gazi - tijekom napada palestinski ministar vanjskih poslova Mahmoud Zahar nije bio u uredu koji je u zračnom napadu potpuno uništen - a gotovo istovremeno borbeni zrakoplovi napali su i Libanon ispalivši šest raketa na staze za polijetanje na međunarodnom aerodromu Rafic Hariri u Beirutu, jedinom u toj državi. Krateri na stazi za polijetanje izolirali su Libanon i iz zraka, tako da je zračni promet preusmjeren na Cipar. Zrakoplovi i aerodromski terminal nisu pogođeni, prema libanonskim sigurnosnim izvorima. 
Izraelski vojni glasnogovornik potvrdio je i ovaj napad rekavši da je aerodrom služio kao čvorište oružja i ostalog materijala potrebnog Hezbollahu. To je bio prvi izraelski napad na bejrutsku zračnu luku od Libanonskog rata 1982. Dan nakon, 14. srpnja, aerodrom je ponovno bombardiran i uništene su daljne staze za polijetanje te jedno skladište za gorivo.
To je imalo posljedica na turizam koji je u Libanonu po ljeti u punom mahu. Potom su ratni avioni nastavili bombardiranja koja su napala i uništila autocestu prema Damasku, mostove, energetsku stanicu, televizijsku postaju, tvornice, južno predgrađe Beiruta (uporište Hezbollaha) te kuću Hassana Nasrallaha.
Nasrallah je potom upozorio Izrael da je "podcijenio Hezbolllah", objavivši "otvoren rat koji će se preseliti na cijeli Izrael, sve do Haife pa i dalje". U sljedećih pet dana Hezbollah je izbacio oko 700 raketa na sjeverni dio Izraela, natjeravši stanovnike da se sakriju u bunkerima. 14. srpnja Hezbollah je s obale napao INS Hanit, korvetu izraelske mornarice koja je provodila morsku blokadu, s protu-plovnim projektilom C-802. Četiri mornara su ubijena a ratni brod je teško oštećen. 17. srpnja pogođen je i velegrad Haifa, točnije skladište za popravak željeznice, u kojoj je poginulo 8 civila. Hezbollah je izjavio da je namjeravao pogoditi veliki pogon za gorivo u tom gradu koji se nalazi u blizini skladišta.
15. i 16. srpnja izraelski zrakoplovi su na jugu Libanona izbacili letke kojima upozoravaju civile da napuste područja koja će se naći u okviru vojne intervencije. Tisuće ljudi, među njima i velik dio stranaca, napustilo je Libanon i otišlo u Siriju. Među njima su 18. srpnja evakuirana i 42 hrvatska državljana koji su radili u gradu Chekki: premiješteni su u hotel u Damasku odakle su krenuli u Hrvatsku, zajedno s radnicima iz Njemačke i Austrije.
Libanonski predsjednik Emile Lahoud 16. srpnja je izjavio da je Izrael upotrijebio zabranjeno kemijsko oružje, bombe s bijelim fosforom, u bombardiranju nekih meta, što je kasnije i potvrđeno, te ponovio da Libanon nema nikakve veze s Hezbollahom, iako se ta grupa nalazi na njegovom teritoriju. 18. srpnja, nakon još jednog dana bombardiranja, Nasrallah je zaprijetio da će gađati Tel Aviv raketama ako Izrael ne prestane bombardirati Libanon.
18. srpnja raketa je pala na bolnicu u gradu Safed na sjever Galileje, ranivši osmero ljudi.

### Drugi tjedan (19. – 25. srpnja)
19. srpnja, usred još jednog Hezbollahova granatiranja Izraela, u Nazaretu su po prvi puta žrtve bili Arapi, dvoje dječaka, na što se Nasrallah ispričao njihovim obiteljima nazvavši ih "mučenicima". Pojavile su se vijesti da je srušen izraelski avion u Libanonu, ali su se pokazale netočnima. Libanon je do 21. srpnja objavio da se više od 500.000 njegovih građana nalazi u bijegu te da je velik dio pobjegao u inozemstvo (u susjedne države Cipar i Siriju) ali i da vlada velika humanitarna kriza zbog blokade države. 23. srpnja izraelski su vojnici objavili da su zauzeli strateški važno libanonsko selo  Maroun Al-Ras te da su opkolili Bint Jbeil. Hezbollah je pak pokrenuo gerilski način rata, napadajući IDF s raznih utvrda. Do 24. srpnja Izrael javlja da je Hezbollah izbacio 2.200 raketa na njen teritorij. 25. srpnja izraelske snage su u bombardiranju uništili UN-ovu osmatračnicu. Okarakterizian kao nenamjerni napad, sastojao se od granatiranja na osmatračnicu satima prije nego što je ona bombardirana. Ubijena su 4 pripadnika UN-a. Spasitelji su također granatirani kada su prvi put pokušali dosegnuti osmatračnicu što je izazvalo poprilične kritike u svijetu. 
24. srpnja Dan Halutz, izraelski vrhovni vojni zapovjednik, naredio je da "ratno zrakoplovstvo uništi 10 stambenih zgrada u predgrađu Dahaya (Bejrut) kao odgovor za svaku raketu koja padne na Haifu", što je izazvalo osude i u samom Izraelu. 
24. srpnja američka državna tajnica Condoleezza Rice doputovala je u Beirut kako bi pokušala postići kompromis između dvije strane i postići primirje. Tijekom njenog posjeta tom gradu, IDF je prekinuo sve zračne napade u tom području. Rice se sastala s premijerom Siniorom i Nabihom Berrijem, glasnogovornikom libanonskog parlamenta. Nakon razgovora, Berri je bio razočaran njenim komentarima zbog njenog inzistiranja da se primirje pojavi istodobno s razoružavanjem Hezbollaha i dolaskom međunarodnih snaga u Libanon. Po njegovom mišljenju, primirje je trebalo odmah stupiti na snagu, a tek bi potom libanonska vlada razgovarala o ostalim pojedinostima. Tijekom razgovora, nekolicina prosvjednika je ispred ureda prosvjedovalo zbog, prema njihovom viđenju, „američke potpore vojnoj ofenzivi protiv Libanona“. Nakon završetka pregovora, Rice je otputovala u Jeruzalem te se sastala s premijerom Olmertom, ali kompromis oko primirja nije postignut. Izraelska ministrica vanjskih poslova, Tzipi Livni, izjavila je da „Izrael samo brani svoje građane“ te je pozvala Libanon da provede UN-ovu rezoluciju 1559 prema kojoj se svi militanti trebaju razoružati.
Ukupno, IDF je uspio ući prosječno 3 do 4 kilometara u libanonski teritorij, praktički do malo većih sela, gdje bi ih dočekao organizirani otpor, pogotovo po noći. Najdublje je IDF ušao 8 kilometara do mjesta Marjaoun, gdje nije bilo borbi.

### Treći tjedan (26. srpnja-2. kolovoza)
26. srpnja, 10 ljudi je ozlijeđeno u libanonskom gradu Tiru kada je izraelski zračni napad uništio deseterokatnicu. Dim se pojavio nad gradom nakon dvije snažne eksplozije, a ljudi u blizini su bili prekriveni prašinom i krvlju nakon što su izašli iz ruševina. Eksplozija se pojavila nekoliko sati nakon što je brod sa stotinama stranih državljana napustio taj grad. Izraelski general Udi Adam je objavio da je zgrada bila „legitimna meta jer su tamo lansirane rakete na Haifu“.
28. srpnja IDF je ubio 20-ak Hezbollahovih boraca u Bint Jbeilu. 29. srpnja IDF je u granatiranju sjeverno od Beiruta uništio Al Assy most. Napadnuta su i mjesta Jabal Abu Rashid, Borka, Jbour i Al Nahry u dolini Bekaa. IDF je tijekom noći također izveo 60 zračnih napada na razne lokacije Hezbollaha, dok je sukob ušao u 18. dan trajanja. Lokacije su uključivale 37 skladišta oružja, ali i mostove i ceste.
30. srpnja dogodio se drugi masakr u Kani kada je u 1 sat ujutro raketirana zgrada u libanonskom selu Kana u kojoj je poginulo 28 civila, od kojih su 16 bili djeca. Izrael je nakon toga zaustavio zračne napade na 48 sati, nakon međunarodnih osuda i poziva na završetak sukoba. Negodovanje je bilo tim veće što se prije 10 godina u Kani dogodio sličan napad kada je IDF ubio preko 100 civila. Nakon incidenta, premijer Siniora je otkazao ponovni planirani susret s tajnicom Rice.
U noći s 1. na 2. kolovoza u neobičnoj akciji izraelski vojni komandosi su helikopterima sletjeli u blizini grada Balbeka, grada u sjeveroistočnom dijelu Libanona i 100 kilometara udaljenog od izraelske granice, te upali u bolnicu pod vodstvom Iranske revolucionarne garde. Izraelski vojnici su glumili postrojbu Libanonske vojske ali ih je lokalno stanovništvo brzo prepoznalo te je po noći organizirana akcija gdje su pobijeni skoro svi pripadnici izraelskih specijalnih snaga. Izrael tvrdi da se bolnica koristila samo kao utvrda za militante, dok Hezbollah tvrdi da se radilo o običnoj bolnici i da su oteti civili, a ne vojnici. 
Na to je Hezbollah izbacio rekordnih 300 raketa na Izrael u jednom danu, pogađajući čak i ciljeve u Zapadnoj obali. 
Na terenu je u potpunosti zaustavljeno napredovanje izraelske vojske. Najteže borbe vodile su se kod mjesta Bint Jbeil, Maroun al ras te Al Khiam, mjesta koja su udaljena do 5 km od granice.

### Četvrti tjedan (3. – 14. kolovoza)
4. kolovoza područje al-Qaa, oko 10 kilometara od Hermela u dolini Bekaa, pretrpjelo je zračni napad. U njemu je poginulo 33 radnika na farmi. 7. kolovoza predgrađe Shiyyah u Bejrutu također je pogodio zračni napad, u kojem su uništene tri stambene zgrade, u kojima je poginulo 50-ak ljudi. Izraelski vojnici 6. kolovoza javili su da su uhitili pripadnika Hezbollaha koji je bio odgovoran za otmicu dvojice njihovih vojnika 12. srpnja, dok je Hezbollah nastavio izbacivati kaćuša rakete na sjever Izraela. Istog daana, 12 izraelskih rezervista ubijeno je u padu Hezbollahove rakete na izraelsko-libanonskoj granici.
11. kolovoza IDF je povećao broj vojnika na 30.000 te je pokušao, uz teške gubitke na obje strane, prodirati na jugu Libanona. 12. kolovoza IDF je pokrenuo ofenzivu Litani na jugu Libanona. Tijekom tjedna, IDF trupe su se skoro utrostručile na jugu države. 
Tijekom ofenzive, odigrale su se tri ključne bitke koje su definitvno prelomile rat na stranu Libanona. Prva je bila kod mjesta Al Khiham gdje su izraelski tenkovi napredovali 3 i pol kilometara, prije nego što su gubici bili preveliki pa je napad prekinut. Drugi je bio blizu mjesta Marjaoun, gdje je kolona tenkova uhvaćena u zasjedu, te je uništeno oko 45 tenkova prije povlačenja. Treća bitka zadnjeg dana rata za brijeg na samoj granici Wadi Saluki. Nakon velikih gubitaka, koji se i danas skrivaju, gađanja vlastitih trupa i ostalih problema, tenkovi su se uspjeli popeti na vrh brijega odakle su borci pokreta otpora već ranije otišli. Ogromni gubici na strani izraelske vojske konačno su uvjerili vodstvo da ne mogu dobiti ovaj rat te su pristali na primirje.
12. kolovoza, 24 IDF vojnika je ubijeno, što je najveći izraelski gubitak u jednom danu. Od ukupnog broja, petero je poginulo kada je Hezbollah oborio izraelski vojni helikopter, što je bio prvi takav slučaj zabilježen u ratu. 14. kolovoza izraelske zračne snage objavile su da su ubile poglavara posebnih snaga Hezbollaha, identificiravši ga kao Sajeda Dewayera, ali je Hezbollah zanijekao tu vijest.
I Amnesty International i Human Rights Watch optužili su obje strane za ratne zločine zbog smrti civila, no obje strane su odbacile optužbu. Tijekom rata, izraelski ratni avioni su bombardirali južno predgrađe Beiruta gotovo svakodnevno - Hassan Haidar Diab, novinar Večernjeg lista, je izvjestio kako se "predgrađe Beiruta može usporediti s Dresdenom 1945. nakon savezničkog bombardiranja".
Tijekom kampanje, izraelske zračne snage izvele su 12.000 borbenih misija, mornarica je ispalila 2.500 granta a vojska preko 100.000 metaka. Libanonska vojska se uglavnom nije miješala u sukob. Prema Merkava programu za tenkove, 52 izraelska tenka su oštećena, no samo 5 je uništeno. Hezbollah je pak izbacio između 3.970 i 4.228 raketa, ili u prosjeku više od 100 na dan. Oko 95 % njih bile su 122 mm kaćuša rakete koje su nosile bojeve glave do 30 kg te imale domet od 30 km.

## Osude
Međunarodna zajednica osudila je novu eskalaciju nasilja na Bliskom istoku. Francuski predsjednik Jacques Chirac nazvao je izraelske akcije "pretjeranima", dodavši kako ne zna "što je smisao uništavanja civilne infrastrukture". Američki predsjednik George W. Bush svalio je krivicu za krizu na Hezbollah, dodavši kako se "Hezbollah mora razoružati ako se očekuje mir" i da "Izrael ima pravo braniti se", a usput je uputio i oštre riječi Siriji i Iranu, koje je optužio za financiranje Hezbollaha i širenja mržnje.  Ruski predsjednik Vladimir Putin je obje strane pozvao na prekid vojnih operacija, te je izjavio kako se čini da Izrael ima druge ciljeve osim oslobođenja otetih vojnika. Na skupu G8 16. srpnja objavljena je zajednička izjava koja osuđuje provokacije Hezbollaha, ali i poziva Izrael da smjesta prekine svoje operacije u Libanonu. Kofi Annan pozvao je na osnivanje međunarodne stabilizacijske grupe UN-a koja bi trebala smiriti situaciju. 
23. srpnja UN-ov podtajnik za humanitarne odnose Jan Egeland je izjavio u svojoj posjeti Beirutu da je bombardiranje tog grada "povreda humanitarnog prava", ali je kasnije i kritizirao Hezbollah zbog "kukavičnog skrivanja među civilima". 30. srpnja Izrael je bombardirao zgradu u stambenoj četvrti u gradu Kana u kojoj su poginula 60 civila, od toga 37 djece, što je izazvalo oštre osude i proteste diljem svijeta. Izrael se ispričao za mrtve, dodavši kako je smatrao da su se u zgradi nalazili pripadnici Hezbollaha. I SAD i Izrael optužili su Iran za opskrbljivanje Hezbollaha naoružanjem, no ta država je odbacila tu optužbu.
Susjedne države Iran, Sirija i Jemen su dale snažnu podršku Hezbolahu, dok je Arapska liga kritizirala Izraelske akcije u Libanonu ali i Hezbollahovu otmicu koja je pokrenula sukob, dok je Saudijska Arabija za sve potpuno okrivila Hezbollah zbog toga što se upustio u "neproračunatu avanturu".

## UN-ova rezolucija 1701
11. kolovoza Vijeće sigurnosti UN-a je usvojilo rezoluciju 1701, s 15 glasova naprema 0, kojom se poziva na prekid vojnih akcija, povlačenje IDF vojnika iz Libanona, razoružavanje Hezbollaha i dolaska libanonske vojske i UN-ovih trupa na jug Libanona. I Izrael i Libanon prihvatili su rezoluciju i dogovorili se na primirje u ponedjeljak, 14. kolovoza u 5 sati po Greenwichu, koje je i održano.
Obje strane su potom objavile pobjedu. Hassan Nasrallah je izjavio da je Hezbollah postigao "stratešku i povijesnu pobjedu" nad Izraelom. Iran i Sirija podržale su tu izjavu. Ehud Olmert je pak izjavio da je "Izrael eliminirao Hezbollahovu "državu u državi" na jugu Libanona". Američki predsjednik George W. Bush također je izjavio da je Izrael pobijedio: "Hezbollah je napao Izrael. Hezbollah je započeo krizu i Hezbollah je izgubio. Hezbollah naravno ima veliku tvornicu za propagandu, i oni tvrde da su pobijedili. No kako možeš tvrditi da si pobijedio ako jednog trenutka imaš državu u državi, a drugog ćeš biti zamijenjen s libanonskom vojskom i međunarodnim silama?"
Od 14. kolovoza 2006. ujutro je na snazi primirje. Ipak, pojavili su se i incidenti. Došlo je do kratkotrajne razmjene vatre između trupa IDF-a i Hezbollaha. Uz to, 19. kolovoza su izraelske ratne letjelice ispalile nekoliko raketa na položaje Hezbollaha te na konvoj koji je navodno transportirao oružje iz Sirije i Irana u Libanon. Izrael je naposljetku 8. rujna skinuo morsku blokadu s Libanona.

## Nakon sukoba
Prema jednoj anketi provedenoj 25. kolovoza 2006. čak 63 % izraelaca zahtijevalo je od Olmerta da podnese ostavku zbog slabog snalaženja u ratu. Većina je vjerovala da nitko nije pobijedio. Hezbollah je pak dobio veću potporu među libanonskim stanovništvom te nije uništen. Ipak, Hassan Nasrallah se 27. kolovoza ispričao Libanoncima zbog velikih gubitaka te izjavio; „Da smo znali da će otmica dvaju vojnika voditi do ovoga, nikada ju ne bismo izveli“. UN-ovi vojnici, UNFIL, su se smjestili na jugu Libanona, bivšem području Hezbollaha, te su počeli sa svojom zadaćom posredovanja i uvođenja reda između dvije strane. 22. rujna masa Hezbollahovih pristaša je slavilo „pobjedu“ u Beirutu. Ehud Olmert je priznao u Knessetu da je bilo grešaka u ratu, dok je Dan Halutz priznao neuspjeh vojske pod njegovim vodstvom. Halutz je dao ostavku 17. siječnja 2007. Skupina vojnika zahtijevala je neovisnu istragu Olmerta i njegovu ostavku, no on je to odbio. Ipak, razmještanjem UNFIL-ovih snaga i libanonske vojske na jugu Libanona, Hezbollah se povukao s granice, te je praktički tako i prekinuto njegovo sporadično granatiranje sjevera Izraela.
Neki novinari iz CNN-a su optužili Hezbollah da je izmjenjivao i manipulirao vijestima kako bi situacija u Libanonu tijekom rata ispala što više idealizirana u korist njihove strane, kao u članku „Naš čudan dan s Hezbollahom“. Reuters je pak povukao oko 900 fotografija Adnana Hajja, libanonskog fotografa, nakon što je ovaj priznao da je digitalno modificirao njihov sadržaj.

### Fosforne i kazetne bombe
"Ono što smo učinili bilo je ludo i monstruozno, prekrili smo cijele gradove kasetnim bombama."

Libanonski predsjednik Emile Lahoud je optužio Izrael da je koristio "međunarodno zabranjena oružja" protiv civila, među njima i fosforne bombe. Jawad Najem, kirurg u jednoj bolnici u Tiru, objavio je da je liječio pacijente koji su imali opekline od fosfora. Prema jednom izvještaju BBC-a, i drugi libanonski liječnici sumnjaju na isti uzrok opeklina kod njihovih pacijenta. Izraelska je pak vojska izjavila da nije prekršila međunarodno pravo, pošto ono regulira upotrebu fosfornih bombi, ali ih ne zabranjuje. U listopadu 2006. je Jacob Edery, ministar za "Knesset Relations", priznao upotrebu fosfornih bombi u Libanonu.
Human Rights Watch je zamjerio Izraelu i upotrebu kazetnih bombi, iako je IDF objavio da je radio u skladu s "međunarodno prihvaćenim standardima". Izrael sam proizvodi kazetne bombe, koje ne ostavljaju male bombice za sobom; međutim, zbog troškova su iskorištene kazetne bombe iz SAD-a, kod kojih oko 30-40 % bombica ne eksplodira odmah, nego ostaje dugo vremena i tako predstavlja opasnost civilima. Prema procjeni libanonske vlade, oko 70 % područja pogođena ratom su ostala zagađena kazetnim bombama, tako da su počele kampanje razminiranja nakon završetka rata kako bi se civili mogli vratiti na to područje. No Human Rights Watch je također dokumentirao da je i Hezbollah koristio kazetne bombe pri bombardiranju civila na sjeveru Izraela; naime, korišten je zabranjen kineski Typ 81 rakete na galilejsko selo Mghar, pri kojem su ranjene tri osobe, među njima i osmogodišnje dijete. Upotreba kineske 122-mm rakete je prvi slučaj napada takve kazetne bombe u sukobu u cijelom Svijetu. Prema izraelskoj policiji, Hezbollah je izbacio ukupno 113 raketa s bombicama na Izrael.
Ovisno o različitim procjenma, Izrael je izbacio između 1 i 4 milijuna kasetnih bombi na Libanon tijekom jednomjesečnog sukoba, zbog kojih je poginulo 30 ljudi nakon rata.

## Ekološke štete
29. srpnja libanonski ministar za okoliš Yacoub Sarraf je izjavio da je nastala ekološka katastrofa u istočnom dijelu Sredozemnog mora nakon što su bombardirana spremišta u elektrani Jiyeh na jugu te države.
Prema procjeni, oko 10.000 tona sirove nafte izlilo se iz elektrane u more, proširilo na preko 100 kilometara obale i zagadilo floru i faunu. Nafta koja se je zapalila je stvorila “toksični oblak” koji je prouzročio otrovne kiše. Prolivena nafta ubila je dio sjeverne plave tune, vrste kojoj već ionako prijeti izumiranje, te ugrozila zelenu morsku kornjaču. Libanonska vlada procijenila je da će trebati 10 godina dok se obala potpuno ne oporavi. UN je procjenio da će trebati 64 milijuna $ da se očisti nastalo zagađenje. Kuvajt je dao pomoć u čišćenju obale.
Uz to, rakete Hezbollaha su na sjeveru Izraela prouzročile šumske požare u kojima je stradala vegetacija, pogotovo kraj planine Naftali kraj naselja Kiryat Shmona. Izraelske vlasti objavile su da je oko 16.500 hektara šume (67 km2) uništeno zbog požara te da će trebati 50-60 godina dok se vegetacija opet obnovi.
Izraelski zračni napadi su također značajno oštetili Svjetsku baštinu Tir i Biblos. U Tiru, oštećena je grobnica iz Rimskog doba a freska u blizini središta se urušila. U Biblosu je oštećen srednjovjekovni toranj. I Hram Bakusa u Baalbeku je oštećen.

## Ekonomske štete
Cijena nafte porasle je usred krize na 78,40 $ po barelu, što je bio novi rekord. Neki su stručnjaci izrazili zabrinutost da ne prijeđe cijenu od 80 $. 
Libanonski ministar procijenio je štetu svoje države na oko 4 milijarde $ do 18. srpnja, što je oko petina ukupnog BDP-a te države. Do 14. kolovoza šteta u Izraelu je dosegla brojku od 1.6 do 3 milijarde $, a u Libanonu oko 7 do 10 milijardi $.
U Libanonu je uništeno 600 kilometara ceste, 73 mosta, luke, staze za polijetanje kod međunarodnog aerodroma Rafic Hariri, električne stanice, 25 benzinskih crpki, 900 komercijalnih struktura, 350 škola i dvije bolnice, te oko 15.000 domova, dok je oko 130.000 domova oštećeno. Nad Libanonom je izvršeno 7,000 zračnih napada. Aviokompanija Middle East Airlines (MEA) je objavila da je pretrpila 45 milijuna $ štete tijekom rata zbog blokade zračnog prometa, a ratno stanje je također uništilo ljetnu turističku sezonu za obje države. 70 % poslova bilo je zatvoreno na sjeveru Izraela tijekom sukoba, uništeno je 300 zgrada a na njen teritorij je palo najmanje 3,700 kaćuša raketa.

## Žrtve
U Izraelu je poginulo 119 vojnika (plus dva oteta za koje se tek kasnije ispostavilo da su poginuli u otmici) i 44 civila, dok je ranjeno 690 civila (od tog broja 56 teško). U Libanonu je poginulo najmanje 250 pripadnika Hezbollaha (IDF tvrdi između 530 i 700) te 36 libanonska vojnika. Sveukupni broj mrtvih je 1.191, tvrde libanonski izvori. 4.409 civila je ranjeno, a preko 900.000 ljudi je raseljeno u bijegu od sukoba na jugu države.
Od stranih državljana poginulo je 46 civila u Libanonu a daljnjih 25 je ranjeno; među njima i šestero Brazilaca, četvero Nijemaca, osam Kanađana, jedan Indijac, sedamnaest Sirijaca i dva Filipinca. U Izraelu je pak poginula jedna strana državljanka iz Argentine.
U Izraelu je oko milijun ljudi moralo ostati u bunkerima te tamo prespavati, dok je preko 300,000 ljudi raseljeno, makar se većina vratila povratkom mira na sjeveru. Najviše je nastradala regija Galileja. Među gradovima koji su pogođeni su bili i Nazaret, Haifa, Hadera, Tiberijada, Nahariya, Karmiel i Maalot.
Sudbina otetih izraelskih vojnika Goldwassera i Regeva dugo vremena je bila nepoznata. Tek dvije godine kasnije, u srpnju 2008., je Ehud Olmert konačno objavio javnosti da su preminuli. 16. srpnja 2008., nakon dugih pregovora, Izrael i Hezbollah su se dogovorili i izvršili razmjenu trupla dvojice izraelskih vojnika za 199 tijela preminulih Palestinaca i Libanonaca te petoricu živih zarobljenika, među kojima je najkontroverznija ona o oslobađanju militanta Samira Kuntara

## Poveznice
- Masakr u Kani (2006.)
- Sukob Izraela i Hezbollaha (2023. – danas)

## Vanjske poveznice
- Daily Star: kronologija rata  Arhivirana inačica izvorne stranice od 10. prosinca 2010. (Wayback Machine)
- Izraelsko Ministarstvo vanjskih poslova - sažetak IDF operacija protiv Hezbollaha
- Noam Chomsky: Opasna situacija na Bliskom istoku - Democracy Now!, rasprava u kojoj sudjeluju Noam Chomsky, Amy Goodman, Juan Gonzalez i Mouin Rabbani
- Opasna eskalacija: Izrael blokirao Libanon  Arhivirana inačica izvorne stranice od 14. veljače 2007. (Wayback Machine)
- Libanon – Anno domini 2006  Arhivirana inačica izvorne stranice od 21. srpnja 2006. (Wayback Machine)
- Vjesnik.hr – članak o 10. danu sukoba  Arhivirana inačica izvorne stranice od 27. rujna 2007. (Wayback Machine)